# Егорова, Евдокия Ильинична
Евдокия Ильинична Егорова (род. 25.02.1947) — доярка колхоза «Знамя труда» Обливского района Ростовской области, полный кавалер ордена Трудовой Славы (1990).

## Биография
Родилась 25 февраля 1947 года в станице Старомышастовская Динского района Краснодарского края.
Весной 1960 года вместе с родителями приехала в хутор Киреев Обливского района Ростовской области. После окончания семилетней школы с 1963 по 1968 годы работала заведующей сельским клубом.
В 1968—1971 годах — рабочая, в 1971—1985 годах — доярка, в 1985—1994 годах — телятница колхоза «Знамя Труда». В 1973, 1974, 1976 годах неоднократно становилась победителем социалистического соревнования и была удостоена знака «Ударник девятой пятилетки» и «Ударник десятой пятилетки».
Указом Президиума Верховного Совета СССР от 10 марта 1976 года за особые заслуги в области социалистического строительства Егорова Евдокия Ильинична награждена орденом Трудовой Славы 3-й степени.
Указом Президиума Верховного Совета СССР от 13 марта 1981 года за особые заслуги и достижения в сельском хозяйстве Егорова Евдокия Ильинична награждена орденом Трудовой Славы 2-й степени.
Указом Президента СССР от 27 августа 1990 года за достижение высоких результатов в производстве, переработке и продаже государству сельскохозяйственной продукции на основе применения прогрессивных технологий и передовых методов организации труда Егорова Евдокия Ильинична награждена орденом Трудовой Славы 1-й степени. Стала полным кавалером ордена Трудовой Славы.
С 1994 по февраль 2002 года возглавляла молочно-товарную ферму Производственного кооператива «Знамя труда».
С февраля 2002 года — на пенсии.
Почётный гражданин Обливского района (2006).

## Награды
Награждена орденами Трудовой Славы 1-й, 2-й, 3-й степеней:
3 ст. 10.03.1976 № 291711
2 ст. 13.03.1981 № 9225
1 ст. 27.08.1990 № 788
- медалями, в том числе медалями ВДНХ СССР, знаками «Ударник пятилетки», «Победитель социалистического соревнования»[1].